# All jordens fröjd
All jordens fröjd är en svensk dramafilm från 1953 i regi av Rolf Husberg. Filmen är baserad på Margit Söderholms roman med samma namn från 1948. I huvudrollerna ses Ulla Jacobsson, Birger Malmsten och Carl-Henrik Fant.

## Handling
Handlingen utspelar sig under 1850-talet i Hälsingland. På Tolfmansgården bor den vackra Lisbet och hennes bror Jerker med sin mor och sina farföräldrar. Lisbet träffar den blyge Erik och de ligger "på tro och loven" vid ett bröllop. Lisbet friar till Erik. Hennes familj är emot det, då Erik inte kommer från någon förmögen familj. 
Brodern Jerker förlovar sig med länsmans dotter och ska ta över deras gård. För att inte Tolfmansgården ska gå ur släkten måste Lisbet gifta sig med en rik man, som kan lösa ut Jerker, Mats. Om Lisbet vägrar, säljs Tolfmansgården på auktion och de gamla sätts på undantag.

## Rollista i urval
- Ulla Jacobsson – Lisbet Enarsdotter på Tolfmansgården
- Birger Malmsten – Mats Eliasson på Germundsgården
- Carl-Henrik Fant – Erik (Jerker) Ersson från Milsjön
- Solveig Hedengran – Ester, Lisbets och Jerkers mor
- Lars Elldin – Jerker (Erik) Enarsson, Lisbets bror
- Carl Ström – farfar på Tolfmansgården
- Edla Rothgardt – farmor på Tolfmansgården
- Gösta Cederlund – Germundsfar, böneman för Mats
- Ninni Löfberg – Brita, piga
- Märta Dorff – Anna, piga
- Erik "Bullen" Berglund – ålderman
- Torsten Lilliecrona – Mickel, åldermans dräng
- Gösta Ganner – Lasse, en av Lisbets kavaljerer
- Gösta Gustafson – Jonke, en vandringsman
- Bengt Sundmark – Halvar, dräng på Tolfmansgården
- Willie Sjöberg – Eriks far, bonde i Milsjön
- Wiktor "Kulörten" Andersson – byskräddare
- Aurore Palmgren – Ingemarsmor, barnmorska
- Haide Göranson – Karin Larsson, fästmö till Jerker på Tolfmansgården
- Wilma Malmlöf – Klok-Anna, en klok gumma
- Gustaf Färingborg – Larsson, länsman, Karins far
- Olav Riégo – prost
- Signe Lundberg-Settergren – Lisbets släkting
- Ulf Qvarsebo – Anders Ersson, Eriks i Milsjön bror
- Ivar Wahlgren – slåtterman
- Emy Storm – brud på Mårtensgården
- Mats Björne – brudgum på Mårtensgården
- Per-Axel Arosenius – Anders, jägare
- Monica Nielsen – lillpiga
- Bernt Callenbo – Anders

## Om filmen
Filmen är byggd på romanen med samma namn av Margit Söderholm, titeln kommer från en psalm med lydelsen: "All jordens fröjd så snart försvinner. All ära, vällust, rikedom. Om ock jag dem med möda vinner. Så lämna de dock själen tom. Min Gud, jag finner dock i dig. Den skatt, som evigt hugnar mig." Romanen är egentligen en fortsättning på Driver dagg, faller regn, som också filmats.
Filmen hade premiär den 21 september 1953 på biograferna Astoria och Alcazar i Stockholm.